# الکساندر بای، کیپ شمالی
الکساندر بای، کیپ شمالی (به لاتین: Alexander Bay, Northern Cape) یک شهرک در آفریقای جنوبی است که در ریخترس‌فلد واقع شده‌است.